# グレアム・ガーデン
グレアム・ガーデン（Graeme Garden, 1943年2月18日 - ）は、スコットランド出身のコメディアン、脚本家、俳優、TVパーソナリティ。イギリスのテレビシリーズ "The Goodies" のメンバーとして有名。 

## 略歴

### 生い立ちと初期の芸能活動
スコットランドのアバディーン出身。レプトン・スクールを卒業した後、ケンブリッジ大学のひとつであるエマニュエル・カレッジで医学を学ぶ。大学にてケンブリッジ・フットライツに参加、1964年には同クラブ会長も務める。同年のエディンバラ・フェスティバル・フリンジでは、フットライツ公演 Stuff What Dreams Are Made Of を行う。
ガーデンはキングス・カレッジ・ロンドンにて医師免許を取得するが、実際に医師として働いたことはない。「命を救うよりもジョークを言うことを生業としたことについてどう考えているのか」という質問に対し、「（医師の道に進んでも）うまくやれたと思えない。医者かコメディアン、どちらが広く「人類の娯楽」に貢献できるか、面白い質問だけど。ただ僕は医者としては成功しなかっただろうし、幸せになっていないと思う」
ガーデンとビル・オディはコメディドラマ Doctor in the Houseの多くのエピソードを共同執筆している。中でも第1シーズンのほぼ全て、第2シーズンに至っては全エピソードを書いており、その続編である Doctor at Largeシリーズ とDoctor in Chargeシリーズのエピソードも共に執筆している。後にガーデンはSurgical Spiritを書き上げ（1994年）、更に3つのシリーズをBBCが発行している雑誌 Bodymatters にて発表している。
ガーデンは、脚本家並びにキャストとして、BBCのラジオコメディ番組 I'm Sorry, I'll Read That Again （失礼致しました、今一度読み上げます）（ISIRTA、1965年 - 1970年、1973年放送）に参加する。I'm Sorry, I'll Read That Again の初期シーズン中、ガーデンはまだ在学中であり、プリマスでの医療産科学コース受講などの理由から第3シーズンへの参加を見送ることになる。しかし執筆した台本だけは番組へ郵送し続け、ロンドンの大学に戻るなり、再びISIRTAに出演する。
随所にてガーデンが持つ医師免許を、ネタとしておちょくられることがある。例えばISIRTA25周年記念放送の回にて、デイヴィッド・ハッチに、まだ「物書き」をやっているのか尋ねられるシーンがある。
ガーデン:これ、朝書いたやつなんだけど。
ハッチ：処方箋じゃないか。
ガーデン：うん、でも面白いやつだよ。
テレビ向けにも、コメディシリーズ Twice a Fortnight を共同執筆、ビル・オディ、テリー・ジョーンズ、マイケル・ペイリン、ジョナサン・リンらと共に出演もしている。
後にガーデンは、ティム・ブルック＝テイラーと共に、コメディシリーズ Broaden Your Mind に脚本家兼キャストとして参加する（ビル・オディは第2シーズンから参加している）。

### 1970年代とThe Goodies
ガーデンは、ティム・ブルック＝テイラー、ビル・オディと共に The Goodies （1970年 - 1982年）のライター、キャストとなる。また Bananaman （1983年製作）という子供向けアニメにて、主人公の Bananaman や General Blight、Maurice of the Heavy Mob などの声を演じた。ヒーローもののパロディであるこのシリーズには、グディーズの残りのメンバー、ブルック＝テイラーとオディも参加している。
アムネスティ・インターナショナルのチャリティ・イベントである A Poke In The Eye (With A Sharp Stick) にもブルック＝テイラー、オディと共に出演、グディーズのヒット曲 Funky Gibbon を歌う。グディーズは同じ曲で Top of the Pops にも出演している。
1982年、ガーデンはオディと共にSFシットコム Astronauts を製作、Central Independent TelevisionとITVにて放送された。番組の設定は、近未来の国際宇宙ステーションだった。

### "I'm Sorry I Haven't a Clue"
ガーデンは、BBCラジオにロングラン放送されている即興型コメディパネルショー I'm Sorry I Haven't a Clue (ISIHAC) に、現在も『永久』解答者として出演している（ティム・ブルック＝テイラーも同様に出演中）。またISIHACのスピンオフである You'll Have Had Your Tea を製作、出演、また Mornington Crescent という番組内の人気ゲームのガイド本を含めた関連書籍の製作にも携わっている。

### 俳優としての活躍
ガーデンは舞台俳優としても成功を収めており、ロイヤル・ナショナル・シアターロイヤル・ナショナル・シアターのプロダクションやロンドンのウエスト・エンド (ロンドン)でも出演経験がある。またBBCラジオ4で放送されたコメディドラマや、Peak Practice、Holby City などのテレビドラマにも出演している。BBCの人気ドラマ『ドクター・フー』のスピンオフラジオドラマ Bang-Bang-a-Boom! にも出演している。ティム・ブルック＝テイラーと舞台 The Unvarnished Truth にて競演している。劇作家としてThe Pocket Orchestraの脚本を製作、ロンドンにて2006年4月26日から5月20日まで上演された。

### プライベート
グレアム・ガーデンはエマ・ガーデンとの間にトムという息子が1人いる。前妻であるメアリ・グライスとの間に2人の子供（サリーとジョン）をもうけている。
  
息子ジョン・ガーデンはシザー・シスターズのキーボーディストであり、2006年に発表されたシザー・シスターズのアルバムの共同作曲者に名を列ねている。  
娘のサリーは学校の副校長を務めており、父は、股関節部骨折の分類分野にて高名な整形外科医R・S・ガーデンである。 
現在は、オックスフォードシャイアに居を構え、絵を描くことと、バンジョーを弾くことを趣味としている。その腕前は、グディーズのエピソード Gender Education や Bunfight at the O.K. Tea Rooms でも見ることができる。

## 関連書籍
- The Best Medicine: Graeme Garden's Book of Medical Humour compiled and illustrated by Graeme Garden, published by Robson Books Ltd., London (1984), ISBN 0-86051-295-9
- The Skylighters
- The Seventh Man
- Graeme Garden's Compendium of Very Silly Games
- Stolvold's Mornington Crescent Almanac

他のグディーズメンバーとの共同執筆:
- The Goodies File
- The Goodies Book of Criminal Records
- The Making of The Goodies Disaster Movie